# Paramparça
Paramparça é uma telenovela turca produzido pela Endemol e foi exibida pela Star TV entre 1 de dezembro de 2014 a 27 de março de 2017.

## Enredo
As vidas de duas pessoas de diferentes origens se cruzam com um acidente. Gülseren (Nurgül Yeşilçay) é uma jovem e bela garota que vive no bairro pobre de Istambul é atropelado por um carro e levado a um hospital para dar um nascimento. Enquanto isso, Dilara (Ebru Özkan) que pertencem a uma família rica dá uma luz a seu próprio bebê no mesmo hospital. Os bebês são dadas aos pais errados: a menina de Gülseren é dado a Dilara e do bebé de Dilara é dado a Gülseren. 15 anos depois, vemos que Gülseren vive com sua filha Hazal. Ela vem tentando fazer o seu melhor para olhar para sua filha depois que seu marido a deixou. Ela trabalha em uma pequena loja como vendedora. Enquanto isso, vemos que Dilara vive com sua filha Cansu. Ela tem uma vida rica, mas tem alguns problemas com seu marido Cihan (Erkan Petekkaya).

## Elenco

### Elenco principal
- Nurgül Yeşilçay como Gülseren Sönmez Gülpinar
- Erkan Petekkaya como Cihan Gürpınar

### Elenco de apoio
- Cemal Hünal como Alper Tek
- Ebru Özkan como Dilara Gürpınar
- Güneş Emir como Solmaz Tek
- Tolga Tekin como Özkan Gülpınar
- Nursel Köse como Keriman Akçatepe
- Leyla Tanlar como Cansu Gürpınar
- Alina Boz como Hazal Gülpınar
- Burak Tozkoparan como Ozan Gürpınar
- Civan Canova como Rahmi Gürpinar
- Ahu Yağtu como Candan

## Temporadas
| Temporada | Temporada | Episódios | Exibição               | Exibição            |
| Temporada | Temporada | Episódios | Estreia                | Final               |
| --------- | --------- | --------- | ---------------------- | ------------------- |
|           | 1         | 31        | 1 de dezembro de 2014  | 29 de junho de 2015 |
|           | 2         | 40        | 14 de setembro de 2015 | 20 de junho de 2016 |
|           | 3         | 26        | 19 de setembro de 2016 | 27 de março de 2017 |

## Exibição
| País                   | Emissora        | Ano de estreia |
| ---------------------- | --------------- | -------------- |
| Turquia                | Star TV         | 2014-presente  |
| Afeganistão            | 1TV             | 2015-presente  |
| Lituânia               | LNK             | 2015-presente  |
| Indonésia              | antv            | 2015-presente  |
| Irão                   | GEM TV          | 2015-presente  |
| Roménia                | Kanal D Romênia | 2015-presente  |
| Grécia                 | Mega Channel    | 2015-presente  |
| Bulgária               | bTV             | 2015-presente  |
| Cazaquistão            | Khabar TV       | 2015-presente  |
| Macedônia do Norte     | Alsat-M         | 2015-presente  |
| Albânia                | TV Klan         | 2015-presente  |
| Croácia                | Nova TV         | 2016-presente  |
| Hungria                | TV2             | 2016-presente  |
| Polónia                | TVP1            | 2016-presente  |
| Eslováquia             | TV Doma         | 2016-presente  |
| Emirados Árabes Unidos | OSN Yahala      | 2016-presente  |
| Angola                 | Boom TV         | 2017-presente  |
| Moçambique             | Boom TV         | 2017-presente  |
| Espanha                | Nova            | 2021-presente  |